# Copenhagen Jazz Festival
Le Copenhagen Jazz Festival est un festival de jazz qui se déroule à Copenhague au Danemark chaque été, au mois de juillet, depuis 1979.

## Histoire
Le festival de jazz de Copenhague a débuté bien avant la date de 1979, quand des concerts de jazz étaient donnés en public dans les jardins de Tivoli dès 1964 sous l'appellation de Copenhagen Jazz Festival, avec notamment des musiciens tels que Thelonius Monk ou Miles Davis. Depuis le début des années 1960, de nombreux jazzmen américains, tels que Dexter Gordon, Ben Webster et Kenny Drew, séjournaient à Copenhague et animaient les deux principaux clubs de jazz de la capitale danoise, le Jazzhus Montmartre et le Copenhagen Jazzhouse. 
Le festival de jazz de Copenhague attire chaque année de plus en plus de monde et en juillet 2010, il a été enregistré plus de 1 000 concerts en une dizaine de jours, donnés par une centaine de musiciens jazzy, venus du monde entier. Ces concerts, de rues ou en salles, sont donnés dans différents lieux de la capitale et de la communauté urbaine de Copenhague. La fréquentation a atteint les 250 000 festivaliers, si bien, qu’il est devenu l’un des plus grands événements musicaux en Europe.
Une édition d'hiver de ce festival a été créée dernièrement sous le nom de "Vinterjazz".

## Musiciens
Parmi les nombreux musiciens de jazz qui jouèrent à ce festival de jazz de Copenhague:
Ambrose Akinmusire, Tony Allen, Count Basie, Terence Blanchard, Richard Bona, Dee Dee Bridgewater, Michel Camilo, Ray Charles, Ornette Coleman, Chick Corea, Ella Fitzgerald, Dizzy Gillespie, Lionel Hampton, Herbie Hancock, Keith Jarrett,  Angélique Kidjo, Bobby McFerrin, Sérgio Mendes, Pat Metheny, Milton Nascimento, Niels-Henning Ørsted Pedersen, Oscar Peterson, Michel Petrucciani, Madeleine Peyroux, Dianne Reeves, Sonny Rollins, Arturo Sandoval, John Scofield, Wayne Shorter, Svend Asmussen Quartet et Martha Wainwright.